# Michele Richardson
Michelle Richardson Armengol (Managua, Nicaragua, 28 de abril de 1969) es una nadadora nicaragüense, aunque también tiene la nacionalidad estadounidense, medallista de plata en los 800 metros estilo libre en los Juegos Olímpicos de Los Ángeles 1984.

## Biografía
Nace en la ciudad de Managua el 28 de abril de 1969, siendo sus padres Frank Richardson y Dolores Armengol de Richardson.
A la edad de 5 años de edad comenzó a nadar acompañando a su hermano Frank Richardson Jr. quien a la edad de 14 años compitió representando a Nicaragua en el torneo de natación de los Juegos Olímpicos de Montreal 1976 en las disciplinas de 100 m espalda, 200 m y 400 m estilo libre.
Desde los 6 años ya representaba a Nicaragua en competencias de natación en categoría infantil a nivel centroamericano siendo su entrenador Enrique Mencía.
Durante la guerra civil nicaragüense  (1978-1979), su familia abandona Nicaragua para residir en los Estados Unidos de América.

### Competencias nacionales americanas
En 1981 con apenas 12 años integra el equipo "Hurricanes" de Miami en el estado de La Florida, rompiendo marcas estatales y nacionales en su categoría.
Participó en las Competencias Nacionales de la Unión Americana, llegando a ocupar el sexto lugar a nivel nacional, éxito pocas veces registrado en una niña de su edad.
En 1983 a los 14 años gana su primer Título Nacional en el Campeonato bajo Techo en 1.500 metros libres y fue la sexta más rápida en esa especialidad durante el evento. Además conquista el Primer Lugar en los 500 metros libres.

### Juegos Olímpicos

#### Los Ángeles 1984
A la edad de 15 años representó a los Estados Unidos en el torneo femenino de natación de los Juegos Olímpicos de Los Ángeles 1984, donde ganó una medalla de plata en la prueba de 800 metros estilo libre. La medalla de oro fue ganada por su compañera de equipo Tiffany Cohen. Fue la competidora más joven integrante del equipo americano en estas Olimpíadas.

#### Londres 2012
Aunque previamente fue designada para portar la bandera nacional de Nicaragua en una ceremonia oficial durante la cual el presidente Daniel Ortega le hizo entrega del pabellón nacional, quien desfilo como abanderado fue el boxeador Osmar Bravo Amador, dado que el reglamento del COI exige que sea un atleta en activo de la delegación.
Michelle Richardson comprendió el cumplimiento de este tecnicismo y marchó con su carisma y gracia junto a la delegación nicaragüense durante la ceremonia de inauguración de los Juegos Olímpicos de Londres 2012.

## Actualidad
Obtuvo una beca por la Universidad Clemson, Carolina del Sur en donde se graduó en Sicología. Desde su retorno a Nicaragua ejerce su profesión en el Colegio Americano como consejera de jóvenes estudiantes.

## Reconocimientos
Hasta la fecha es reconocida como la única deportista nicaragüense que ha obtenido una medalla olímpica aunque lo haya hecho para el equipo de Estados Unidos.
El 2 de agosto de 1994 es ingresada al "Salón de la Fama del Deporte Nicaragüense" en reconocimiento a sus méritos deportivos.
En el año 2000, la Asociación de Cronistas Deportivos de Nicaragua (ACDN) la reconoce como "Atleta del Siglo XX" de la natación nacional.
En 2012, es honrada con la medalla "A la Excelencia Deportiva Alexis Argüello" que otorga la Alcaldía de Managua, recibiendo dicho galardón en ceremonia oficial junto a Rosendo Álvarez.